# Juárez (estación)
Juárez es una de las estaciones que forman parte del Metro de la Ciudad de México, perteneciente a la Línea 3. Se ubica en el centro de la Ciudad de México, en la alcaldía Cuauhtémoc.

## Información general
Su nombre se debe a que está cerca de la Avenida Juárez. Su emblema es el busto de Benito Juárez, vigésimo sexto Presidente de México conocido también como el Benemérito de las Américas. Una particularidad es que arriba de la estación están las oficinas del Centro de Atención a Usuarios. Además entre el túnel que separa esta estación de la de Hidalgo es la distancia más corta entre estaciones de toda la red. 

## Conectividad

### Salidas
- Oriente: Avenida Balderas entre calle Independencia y calle Artículo 123, Colonia Centro.
- Poniente: Avenida Balderas casi esquina con calle Artículo 123, Colonia Centro

### Conexiones
Existen conexiones con las estaciones y paradas de diversos sistemas de transporte:
- Líneas 3 y 4 del Metrobús.

## Sitios de interés
- Teatro Metropólitan

## Afluencia
La siguiente tabla muestra la afluencia de la estación en los últimos 10 años:
| Afluencia Anual de Pasajeros | Afluencia Anual de Pasajeros | Afluencia Anual de Pasajeros | Afluencia Anual de Pasajeros | Afluencia Anual de Pasajeros | Afluencia Anual de Pasajeros |
| ---------------------------- | ---------------------------- | ---------------------------- | ---------------------------- | ---------------------------- | ---------------------------- |
| Año                          | Afluencia                    | A Diario                     | Ranking                      | Incremento                   | Ref.                         |
| 2023                         | 5,009,931                    | 13,725                       | 93°/187                      | +15.14%                      | [ 2 ]                        |
| 2022                         | 4,351,149                    | 11,920                       | 98°/175                      | +47.16%                      | [ 2 ]                        |
| 2021                         | 2,956,795                    | 8,100                        | 111°/195                     | -15.48%                      | [ 3 ]                        |
| 2020                         | 3,498,216                    | 9,557                        | 107°/195                     | -44.65%                      | [ 4 ]                        |
| 2019                         | 6,320,737                    | 17,317                       | 105°/195                     | -1.25%                       | [ 5 ]                        |
| 2018                         | 6,400,618                    | 17,535                       | 102°/195                     | -1.46%                       | [ 6 ]                        |
| 2017                         | 6,495,647                    | 17,796                       | 100°/195                     | -5.04%                       | [ 7 ]                        |
| 2016                         | 6,840,125                    | 18,688                       | 94°/195                      | +0.80%                       | [ 8 ]                        |
| 2015                         | 6,786,145                    | 18,592                       | 97°/195                      | -3.57%                       | [ 9 ]                        |
| 2014                         | 7,037,722                    | 19,281                       | 93°/195                      | -4.87%                       | [ 10 ]                       |